# Тяньваньская АЭС
Тяньваньская атомная электростанция (Тяньваньская АЭС) расположена в Китае, в местечке Тяньвань (кит. 田湾) района Ляньюнь городского округа Ляньюньган в провинции Цзянсу, на берегу Жёлтого моря. Тяньваньская АЭС — самый крупный объект экономического сотрудничества с Россией. В основу сооружения Тяньваньской АЭС был положен российский проект АЭС-91 с реактором типа ВВЭР-1000. На июль 2021 года построено и введено в эксплуатацию 6 энергоблоков. Всего же генплан этой АЭС предусматривает строительство 8 энергоблоков.

## Общая информация
Сооружение первых двух блоков атомной электростанции «Тяньвань» вела российская компания «Атомстройэкспорт» (ASE) в соответствии с российско-китайским межправительственным соглашением, подписанным в 1992 году. На компанию было возложено выполнение обязательств по проектированию, поставке оборудования и материалов, монтажным работам и вводу станции в эксплуатацию, а также обучению китайского персонала.
Стоимость сооружения первой очереди Тяньваньской АЭС, первых двух энергоблоков мощностью по 1000 МВт каждый, составила $3 млрд (1,8 млрд евро). Стоимость российского участия в сооружении второй очереди (3-й и 4-й блоки) составила 1,228 млрд евро, удешевления удалось достичь в том числе за счёт увеличения локализации производства с 50 до 70 %.

### Технические особенности
- реактор ВВЭР-1000
- турбогенераторные установки К-1000-60/3000

Также на АЭС используется уникальная технология, которую называют элементом технологий третьего поколения — ловушка для расплава активной зоны: под корпусом реактора установлена «ловушка» для задержания и расхолаживания расплавленной активной зоны. Она предусмотрена для того, чтобы в случае запроектной аварии расплавленные топливные и конструкционные материалы заполнили полость «ловушки» и не разрушили основание и фундамент под корпусом и зданием реактора. Это устройство имеет оригинальные технические решения, не имеющие аналогов в мировой практике сооружения АЭС. Его проект, разработанный российскими инженерами, успешно прошёл все экспертизы российских и китайских надзорных органов и получил одобрение МАГАТЭ.
В сооружении ТАЭС приняли участие:
- ЗАО Атомстройэкспорт — генеральный подрядчик;
- Санкт-Петербургский институт «Атомэнергопроект» — генеральный проектировщик;
- ОАО «Атомтехэнерго» — головная организация по вводу АЭС в эксплуатацию;
- ОКБ «Гидропресс» — разработчик реакторной установки;
- РНЦ «Курчатовский институт» — научное руководство проектом;
- ОАО «Ижорские заводы» — изготовитель основного оборудования первого контура (реактор, корпуса парогенераторов, компенсатор давления, гидроёмкости САОЗ, главный циркуляционный трубопровод);
- ОАО «Силовые машины»;
- немецкий концерн Siemens — автоматизированная система управления АЭС;
- 23-я Китайская строительная корпорация ядерной промышленности (CNI-23) — строительные и некоторые монтажные работы;
- ЗиО-Подольск — основное оборудование реакторного отделения атомной станции (парогенераторы)
- украинское ПАО ЭМСС — заготовки для корпуса реактора, парогенератора, главного циркуляционного насоса, главного циркуляционного трубопровода, коллектора и компенсатора давления, обечайки, фланцы, патрубки, днища и другие комплектующие[5].

а также многие другие предприятия, изготавливающие оборудование для АЭС. В различных работах были задействованы более 150 российских предприятий и организаций, кроме того, ряд электротехнического и осветительного оборудования, контрольно-измерительных приборов, оборудование лабораторий, часть трубопроводов низкого давления и часть трубопроводной арматуры был изготовлен китайскими предприятиями.

## Основные события в истории Тяньваньской АЭС

### Первая очередь
- 25 декабря 1997 года состоялось подписание контракта с ЗАО «Атомстройэкспорт» на строительство станции[7].
- 20 декабря 2005 на Тяньваньской АЭС состоялся физический пуск первого энергоблока.
- 12 мая 2006 генератор первого энергоблока Тяньваньской АЭС был включён в Национальную электрическую сеть Китая. На начальном этапе энергоблок работал на 30-процентной мощности, которая будет постепенно наращиваться и достигнет номинальной к началу 2007 года.
- июнь 2007 года — первый энергоблок атомной станции сдан заказчику[7].
- 16 августа 2007 года сдан второй энергоблок станции, вместе с этим станция полностью запущена в гарантийную эксплуатацию, которая продлится в течение двух лет[7].

### Вторая очередь
- 23 марта 2010 года Цзянсуская ядерная энергетическая корпорация (JNPC) и ЗАО Атомстройэкспорт подписали рамочный контракт на строительство второй очереди Тяньваньской АЭС (3-го и 4-го энергоблоков)[8].
- 27 декабря 2012 года прошла официальная церемония начала бетонирования фундамента третьего энергоблока. Начато сооружение второй очереди станции.
- 27 сентября 2013 года прошла официальная церемония начала бетонирования фундамента четвёртого энергоблока.
- 28 сентября 2017 года осуществлён завершающий этап физического пуска реакторная № 3 — установка энергоблока выведена на минимально контролируемый уровень мощности[9].
- 30 декабря 2017 года состоялся энергетический пуск энергоблока № 3[10].
- 6 марта 2018 года генеральный подрядчик строительства АЭС — Атомстройэкспорт, передала энергоблок № 3 заказчику — Цзянсунской ядерной энергетической корпорации для прохождения 24-месячной гарантийной эксплуатации[11].
- 25 августа 2018 года после проведения всех подготовительных работ в реактор энергоблока № 4 была установлена первая тепловыделяющая сборка, что является первым этапом физического пуска энергоблока[12].
- 30 сентября 2018 года реакторная установка энергоблока № 4 выведена на минимально контролируемый уровень мощности — завершающий этап физического пуска энергоблока[12].
- 27 октября 2018 года состоялся энергетический пуск энергоблока № 4[13].

### Третья очередь
- 27 июля 2020 года состоялся физический пуск энергоблока № 5[14].
- 8 августа 2020 года состоялся энергетический пуск энергоблока № 5[14].
- 4 октября 2020 года на энергоблока № 6 завершились холодные испытания[15][16].
- 28 ноября 2020 года стартовали “горячие” функциональные испытания энергоблока № 6 и успешно завершились 29 декабря того же года[17].
- 14 апреля 2021 года началась загрузка топлива в реактор энергоблока № 6[17].
- 11 мая 2021 года на энергоблоке № 6 состоялся энергетический пуск, энергоблок подключён к сети[18].

### Четвертая очередь
- 6 ноября 2018 года Атомстройэкспорт и Китайская национальная ядерная корпорация (China National Nuclear Corporation, CNNC) подписали контракты на проектирование блоков № 7 и № 8[19].
- 7 марта 2019 года Росатом и CNNC подписали контракт на строительство блоков № 7 и № 8[20].
- Старт строительства 7-го блока официально объявлен 19 мая 2021 года во время телемоста с участием Президента Российской Федерации Владимира Путина и Председателя Китайской Народной Республики Си Цзиньпина[21].
- 28 февраля 2022 года началось строительство 8-го энергоблока[22].

## Информация об энергоблоках
| Энергоблок | Тип реакторов  | Мощность | Мощность | Начало строительства | Подключение к сети | Ввод в эксплуатацию | Закрытие |
| Энергоблок | Тип реакторов  | Чистая   | Брутто   | Начало строительства | Подключение к сети | Ввод в эксплуатацию | Закрытие |
| ---------- | -------------- | -------- | -------- | -------------------- | ------------------ | ------------------- | -------- |
| Тяньвань-1 | ВВЭР-1000/428  | 990 МВт  | 1060 МВт | 20.10.1999           | 12.05.2006         | 17.05.2007          |          |
| Тяньвань-2 | ВВЭР-1000/428  | 990 МВт  | 1060 МВт | 20.09.2000           | 14.05.2007         | 16.08.2007          |          |
| Тяньвань-3 | ВВЭР-1000/428М | 1060 МВт | 1126 МВт | 27.12.2012           | 30.12.2017         | 14.02.2018          |          |
| Тяньвань-4 | ВВЭР-1000/428М | 1060 МВт | 1126 МВт | 27.09.2013           | 27.10.2018         | 22.12.2018          |          |
| Тяньвань-5 | ACPR-1000      | 1000 МВт | 1118 МВт | 27.12.2015           | 08.08.2020         | 08.09.2020          |          |
| Тяньвань-6 | ACPR-1000      | 1000 МВт | 1118 МВт | 07.09.2016           | 11.05.2021         | 02.07.2021          |          |
| Тяньвань-7 | ВВЭР-1200      | 1171 МВт | 1265 МВт | 19.05.2021           |                    | 2028 (план)         |          |
| Тяньвань-8 | ВВЭР-1200      | 1171 МВт | 1265 МВт | 28.02.2022           |                    | 2028 (план)         |          |